# 臺北道里記
台北道里記為噶瑪蘭（宜蘭縣）通判姚瑩著於1832年。該書詳細記載於1821年從嘉義、彰化、淡水、雞籠（今基隆）、三貂嶺一直到蘇澳之旅途見聞。而該書共有一千四百多字。

## 簡介
台北道里記作者姚瑩（1785年－1853年）字石甫，一字明叔，號展和，晚號幸翁，安徽桐城人，1821年他本於台南擔任同知，後來因故貶官數百里遠的後山噶瑪蘭擔任通判。該書則為他從台南一路前往噶瑪蘭就任的遊記。
該書以平敘順序筆法描繪景色，多有數據參考，頗有地理百科雛形。例如描寫雲林彰化地區：「十里西螺，大市，有汛，駐把總一員，有溪；出柑，香美異他柑。五里，三條圳，圳即俗畝字，土人讀如浚，凡三道，水盛時，非舟不渡。十里，東螺溪。三里，寶斗，大村市，即舊東螺也，民居稠密，街市整齊，有汛。五里，茉莉莊。五里，關帝亭，廟宇甚新峻；前有僧能詩，而還俗矣。五里，大埔心，民居小村舍，多盜匪；其東北沿山，即下林仔，東南沿海，為二林，皆匪巢也。五里…
又描繪台北地區者為：五里渡大溪至艋舺，途中山水曲秀，風景如畫，擺接十三莊在其東南， 為北路第一勝境。艋舺民居舖戶，約四五千家。外即八里坌口，商船聚集，闤闠最盛，淡水 倉在焉。同知歲中半居此，蓋民富而事繁也。駐水師遊擊一員，守備一員。」
該書不但常作為台灣各地名的由來或考據，也成為平埔族存在地區的文獻，可說為台灣史裡面，相當重要的著作。

## 參閱
- 裨海紀遊（1697年）
- 臺海使槎錄（1722年）

## 外部連結
- 古時的旅遊文學﹣臺北道里記 姚瑩 （页面存档备份，存于）
- (台北瑞芳)．淡蘭古道白蘭氏紀念碑 (Tony的自然人文旅記第0733篇) （页面存档备份，存于）